# Madridejos (Spagna)
Madridejos è un comune spagnolo di 10 876 abitanti situato nella comunità autonoma di Castiglia-La Mancia.